# Brésil aux Jeux olympiques d'hiver de 1998
Le Brésil n'a pas envoyé d'équipe officielle aux Jeux olympiques d'hiver de 1998 se déroulant à Nagano, au Japon. Toutefois, un sportif brésilien, Marcelo Apovian, alors âgé de 25 ans, a tout de même pris part à l'épreuve du Super G masculin et, après les deux manches, s'est finalement classé 37e.

## Délégation
Le tableau suivant montre le nombre d'athlètes brésiliens dans chaque discipline :
| Sport     | Hommes | Femmes | Total |
| --------- | ------ | ------ | ----- |
| Ski Alpin | 1      | 0      | 1     |
| Total     | 1      | 0      | 1     |

## Résultat

### Ski alpin
| Nom             | Épreuve     | Place | Résultat      |
| --------------- | ----------- | ----- | ------------- |
| Marcelo Apovian | Super G (m) | 37e   | 1 min 49 s 43 |